# Чирау, Джереми
Джереми Чирау (шона Jeremia Chirau, англ. Jeremiah Chirau; 6 июня 1923, Чинхойи — 27 января 1985, Чинхойи) — родезийско-зимбабвийский политик, племенной вождь, основатель и лидер традиционно-консервативной партии ZUPO. В период самопровозглашённой независимости Родезии — сенатор, председатель совета вождей. Традиционно поддерживал находившиеся при власти силы: поначалу выступал политическим партнёром Яна Смита, а в независимой Зимбабве был членом правящей партии ZANU.

## Вождь и сенатор
Родился в семье племенного вождя одной из народностей шона. Участвовал во Второй мировой войне в составе британских войск, награждён Воинской медалью.
Джереми Чирау являлся признанным специалистом по традиционному праву шона. В 1961 он унаследовал титул вождя чирау. Поддержал одностороннее провозглашение независимости Родезии в 1965. В 1970 получил статус родезийского сенатора. С 1973 возглавил совет племенных вождей.

## Партнёр Родезийского фронта
Джереми Чирау придерживался традиционалистских консервативных взглядов. Он занимал компромиссную позицию в отношении правительства Родезийского фронта, вёл политический диалог с Яном Смитом, контактировал с представителями родезийского военного командования.
В конце 1976 вождь Чирау вместе с вождём Ндивени учредил правую партию ZUPO, выступавшую за прекращение гражданской войны, постепенный переход власти к чернокожему большинству при учёте прав белого населения, устранение расовой дискриминации, расширение полномочий племенных вождей. Партия категорически возражала против левых тенденций, особенно планов национализации промышленности. Партия Чирау позиционировалась как антикоммунистическая, и этим обосновывала свою враждебность к партизанским движениям ZANU и ZAPU.
В 1978 Кайиса Ндивени покинул ZUPO и учредил свою партию UNFP. Это объяснялось этноплеменными различиями. В отличие от шона Чирау, Ндивени являлся вождём народности ндебеле, составляющей меньшинство населения, и активно выступал за федерализацию страны.
Джереми Чирау занимал второстепенные должности в кабинете Смита. Союз с племенным вождём укреплял позиции Родезийского фронта среди консервативной части африканского населения. Одно время вождь Чирау рассматривался как потенциальный глава правительства, которое гарантировало бы частную собственность, рыночную экономику и гражданские права.
3 марта 1978 Джереми Чирау, наряду с Абелем Музоревой и Ндабанинги Ситоле, заключил с правительством Яна Смита соглашение о внутреннем урегулировании — постепенном переходе к многорасовому правлению. Однако эта договорённость не была принята марксистскими повстанцами ZANU и ZAPU. Чирау, Музорева, Ситоле и Смит вошли в состав Исполнительного совета, организующего процессы переходного периода. Роберт Мугабе и Джошуа Нкомо объявляли Чирау «марионеткой белых расистов».
В соответствии с планом внутреннего урегулирования, в апреле 1979 состоялись выборы в парламент Зимбабве-Родезии. Они оказались неудачными для ZUPO — партия получила менее 6,5 % голосов и не прошла в парламент. После этого влияние вождя Чирау снизилось. Главными партнёрами Смита стали Музорева и Ситоле.

## В независимой Зимбабве
Ланкастерхаузская конференция 1979 года положила конец существованию Зимбабве-Родезии. На февраль 1980 были назначены всеобщие выборы с участием ZANU и ZAPU. Не рассчитывая на избирательный успех, незадолго до выборов Чирау распустил ZUPO.
После прихода к власти правительства Роберта Мугабе и провозглашения независимости Зимбабве Джереми Чирау не играл заметной политической роли, хотя формально сохранял статус вождя. Состоял в правящей партии ZANU (Мугабе считал это целесообразным из тех же соображений, что Смит).

## Посмертный статус
Джереми Чирау скончался в начале 1985 в возрасте 61 года.
Несмотря на сотрудничество Джереми Чирау с режимом Яна Смита, правительство Мугабе объявило Чирау национальным героем и организовало почётную церемонию похорон. В этой связи отмечалось, что Мугабе лояльнее относится к памяти прямых противников, перешедших на его сторону, нежели бывших соратников, с которыми впоследствии оказался в конфликте.